# Ceriluz
A Ceriluz é uma cooperativa de eletrificação rural. Sua sede fica em em Ijuí,no estado do Rio Grande do Sul. 
Além de Ijuí, a função da cooperativa é fornecer energia elétrica para mais 23 municípios da região, beneficiando aproximadamente 13 mil famílias rurais, distribuindo e produzindo energia elétrica.
A Ceriluz pode ser afetada pela Crise Mundial. A expectativa é que a geração própria possa neutralizar a elevação desta energia - mais cara no mercado livre - mantendo a tarifa congelada, como acontece desde 2004.
Ela é composta por 3 grupos de geração de energia produzindo 15MW de energia.